# Нижняя Добринка (Камышинский район)
Нижняя Добринка — село Камышинского района Волгоградской области, административный центр Нижнедобринского сельского поселения. Основано как немецкая колония Монингер (нем. Moninger) в 1764 году. Население — 1046 чел. (2021)

## География

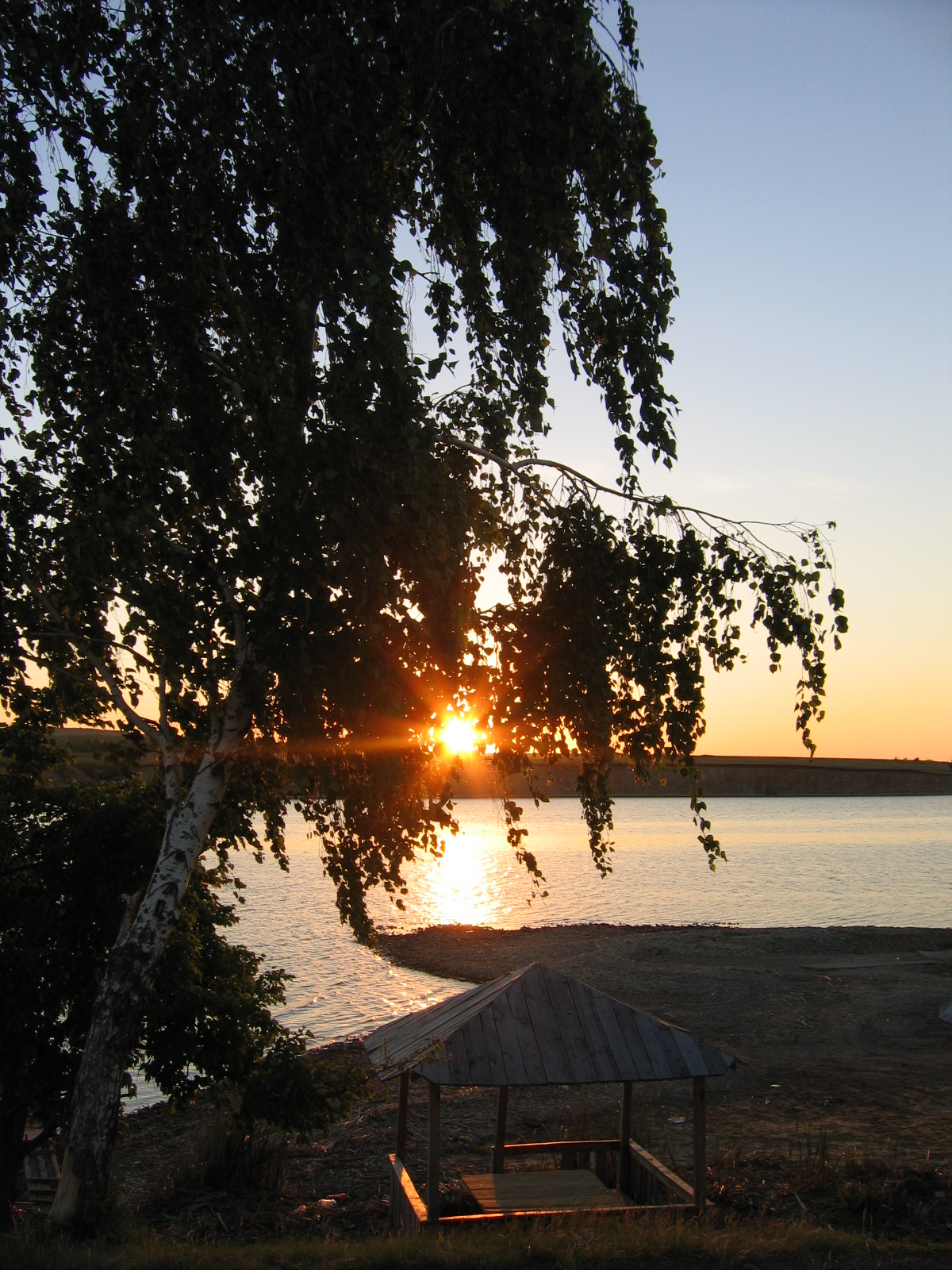
Зелёная стоянка в природном парке «Щербаковский» недалеко от села.

Расположено на правом берегу реки Добринка, давшей название колонии, у места впадения её в Волгу, в 32 км к северо-востоку от Камышина. В 8 км южнее села находится геологический памятник природы «Урак-гора» — оригинальная по форме гора высотой 100 м над урезом Волгоградского водохранилища с искусственными пещерами и штольнями. Южная граница резервата «Куланинский».
По автомобильным дорогам расстояние до районного центра города Камышин — 47 км, до областного центра города Волгоград — 230 км, до города Саратов — 170 км.

## Название
Немецкое название — Монингер (нем. Moninger). Официальное название Нижняя Добринка присвоено согласно указу от 26 февраля 1768 года о наименованиях немецких колоний.

## История
Первая по основанию немецкая поволжская колония: основана 29 июня 1764 года. Первые 94 семьи прибыли из Вюртемберга, Дармштадта, Оттевальдена, Гейдельберга, Цвайбрюкена и Изенбурга. До 1917 года входила в состав Усть-Кулалинского колонистского округа, после 1871 года Усть-Кулалинской волости, Камышинского уезда, Саратовской губернии.
Село относилось к лютеранскому приходу Галка. С 1780 года действовала церковно-приходская школа. В 1845 году построена каменная церковь. Центр распространения баптизма в Поволжье. В 1886 году открылась земская школа.
В 1857 году земельный фонд составлял 4255 десятин, в 1910 году — 12 036 десятин. В зимнее время еженедельно по вторникам проводились базары. В 1874 году открылась паровая мельница, имелись водяные мельницы, лесопильный завод, производство мельничных и молотильных камней, ткачество, хлеботорговля. По состоянию на 1901 год имелась пристань Купеческого пароходства. В 1894 году открыт фельдшерский пункт.
В 1886 году 24 жителя выехало в Америку. В 1919 году сожжено в ходе Гражданской войны.
После установления советской власти административный центр сначала Нижне-Иловлинского района Голо-Карамышского уезда Трудовой коммуны (Области) немцев Поволжья, с 1922 года — Каменского (до 1927 года центр кантона — село Каменка, а с 1927 года — село Добринка), а с 1935 года — Добринского кантона Республики немцев Поволжья; административный центр Добринского сельского совета (в 1926 году в сельсовет входили: село Добринка, выселок Мильграбен).

В сентябре 1941 года немецкое население села было депортировано на восток. В конце 1960-х годов немцы стали вновь возвращаться в Добринку.
В начале 1970-х годов в школе непродолжительное время преподавали будущий писатель-фантаст и поэт Евгений Лукин и его супруга-соавтор.

## Население
Динамика численности населения по годам:
| 1767 | 1773 | 1788 | 1798 | 1816 | 1834 | 1850 | 1859 | 1886 | 1897 | 1904 | 1911 | 1920 | 1922 | 1926 | 1931 | 1939 | 2002 |
| ---- | ---- | ---- | ---- | ---- | ---- | ---- | ---- | ---- | ---- | ---- | ---- | ---- | ---- | ---- | ---- | ---- | ---- |
| 307  | 353  | 392  | 552  | 856  | 1687 | 2601 | 2866 | 2825 | 2737 | 4661 | 5619 | 3719 | 3296 | 3418 | 3660 | 4262 | 937  |

| 2010  | 2012  | 2013  | 2014  | 2015  | 2016  | 2017 |
| ----- | ----- | ----- | ----- | ----- | ----- | ---- |
| 1091  | ↘1078 | ↘1063 | ↘1046 | ↘1025 | ↘1007 | ↘994 |
| 2018  | 2019  | 2020  | 2021  |       |       |      |
| ↗1069 | ↗1081 | ↗1086 | ↘1046 |       |       |      |